# Kuckuckshabicht

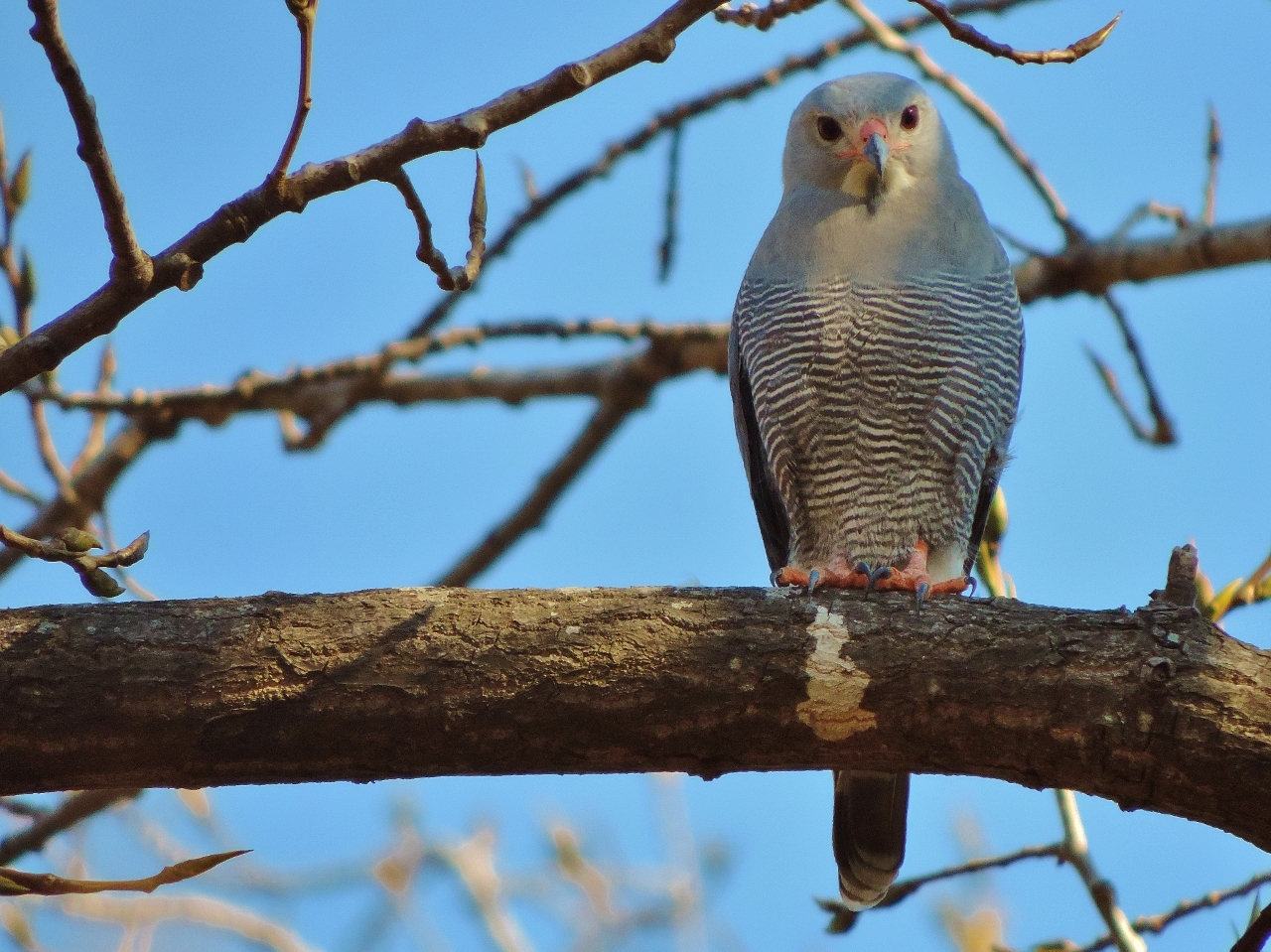
Kuckuckshabicht

Der Kuckuckshabicht (Kaupifalco monogrammicus), auch Kehlstreifbussard oder Sperberbussard genannt, ist ein in Afrika weit verbreiteter Vertreter der Familie der Habichtartigen.

## Aussehen
Die Vögel haben eine Körperlänge von 35 bis 38 Zentimetern, die Flügelspannweite beträgt 1,2 Meter. Die Farbe der Federn am Rücken, dem Kopf und der Brust ist ein helleres Grau. Um die Augen, an der Kehle und am Schwanzansatz sind sie weiß. Der Schnabel ist orange, die Schnabelspitze ist aber schwarz gefärbt. Die kräftigen Beine sind orange und tragen scharfe, schwarze Krallen. Als besondere Auffälligkeit haben die Tiere einen weißen Kehlfleck mit einem länglichen, schwarzen Streifen. Die Unterseiten der Flügel und des Schwanzes sind schwarz.

## Lebensweise
Sie jagen von höheren Bäumen, welche als Ansitz dienen, im sonst für Greifvögel schwierigeren Gelände wie hohem Gras oder Buschwerk, nach größeren Insekten, Eidechsen, Schlangen, Fröschen oder kleineren Säugern. Die Beute wird je nach Größe entweder gleich am Boden oder in höherer Vegetation verzehrt.

## Verbreitung
Der Kuckuckshabicht kommt in ganz Afrika südlich der Sahara vor. Dort bewohnt er die Savannen, Buschgebiete und Wälder.

## Fortpflanzung
Der flache Horst aus Zweigen, welcher mit Moos und Gräsern ausgelegt ist, wird in Astgabeln von Bäumen meist in einer Höhe von 7 bis 25 Metern von beiden Partnern angelegt. Das Weibchen legt nur 1 bis 3 hellgrüne oder bläuliche Eier. Nach einer Brutzeit von ca. 32 Tagen, welche das vom Partner versorgte Weibchen allein wahrnimmt, schlüpfen die Jungvögel. Die Jungen haben ein brauneres und dunkleres Gefieder als adulte Tiere.

## Gefährdung
Aufgrund der weiten Verbreitung stuft die IUCN diese Art als ungefährdet (Least Concern) ein.

## Unterarten
Es sind zwei Unterarten bekannt:
- Kaupifalco monogrammicus monogrammicus (Temminck, 1824)[2] – Die Nominatform kommt im Senegal und Gambia bis Äthiopien und Kenia vor.
- Kaupifalco monogrammicus meridionalis (Hartlaub, 1860)[3] – Diese Unterart ist vom südlichen Kenia bis Angola, Namibia und Südafrika verbreitet.

## Etymologie und Forschungsgeschichte
Coenraad Jacob Temminck beschrieb die Art unter dem Namen Falco monogrammicus. Als Fundort des Typusexemplars nannte er Senegal. Erst später wurde er der 1854 von Charles Lucien Jules Laurent Bonaparte neu eingeführten Gattung Kaupifalco zugeschlagen. Der erste Teil des Namens ehrt den deutschen Zoologen Johann Jacob Kaup (1803–1873), der zweite leitet sich vom lateinischen »falco, falconis« für »Falke« ab. Das Artepitheton »monogrammicus« ist ein Gebilde aus dem griechischen »monos, μονος« für »einzeln« und »grammikos, grammē γραμμικος, γραμμη« für »gesäumt, Linie«. »Meridionalis« ist das lateinische Wort für »südlich« und leitet sich von »meridies« für »Süden« ab. Da Hartlaub die Unterart unter der Abkürzung Kaupifalco monogrammicus merid. beschrieb, greifen hier aus Sicht der Internationalen Regeln für die Zoologische Nomenklatur die Direction 82, dass der Name des ersten Korrektors Priorität hat.